# Слєпічев Олег Іванович
Олег Іванович Слєпічев (нар. 14 серпня 1949, місто Ворошиловград, тепер Луганськ Луганської області) — український діяч, міністр, віце-прем'єр-міністр України.

## Біографія
Народився у родині робітників. У 1967 році закінчив Луганський технікум радянської торгівлі.
У 1967—1976 р. — продавець, старший продавець, завідувач відділу магазину, заступник директора, директор магазину в Луганській (Ворошиловградській) області. Член КПРС з 1971 року.
У 1976 році закінчив Донецький інститут радянської торгівлі, здобув спеціальність товарознавця.
У 1976—1978 р. — заступник директора районного гастрономторгу у Ворошиловградській області.
У 1978—1982 р. — 1-й заступник начальника управління торгівлі, у 1982—1987 р. — начальник управління торгівлі виконавчого комітету Ворошиловградської обласної ради народних депутатів.
У серпні 1987 — 14 грудня 1989 року — 1-й заступник міністра торгівлі Української РСР.
14 грудня 1989 — грудень 1991 року — міністр торгівлі Української РСР.
У грудні 1991 — листопаді 1992 року — віце-прем'єр-міністр України.
У листопаді 1992 — жовтні 1993 року — радник Президента України з зовнішньоекономічних питань, голова Комісії у зв'язках України з міжнародними фінансовими установами та контролю за зовнішньоекономічною діяльністю при Президенті України.
У жовтні 1993 — серпні 1994 року — міністр зовнішньоекономічних зв'язків України.
З вересня 1994 року — приватний консультант, з квітня 2008 року — радник Прем'єр-міністра України на громадських засадах. Потім — на пенсії.
Депутат Ворошиловградської міської ради народних депутатів (1978—1982), Ворошиловградської обласної ради народних депутатів (1982—1987).
Автор близько 20 публікацій в галузі торгівлі, співавтор книги з прогресивної торгівлі. Захоплення: шахи, теніс, преферанс.

## Звання
Державний службовець 3-го рангу (з листопада 2010).

## Родина
Дружина Валентина Яківна — вчителька; син Олег — юрист.